# 高岡宗泰

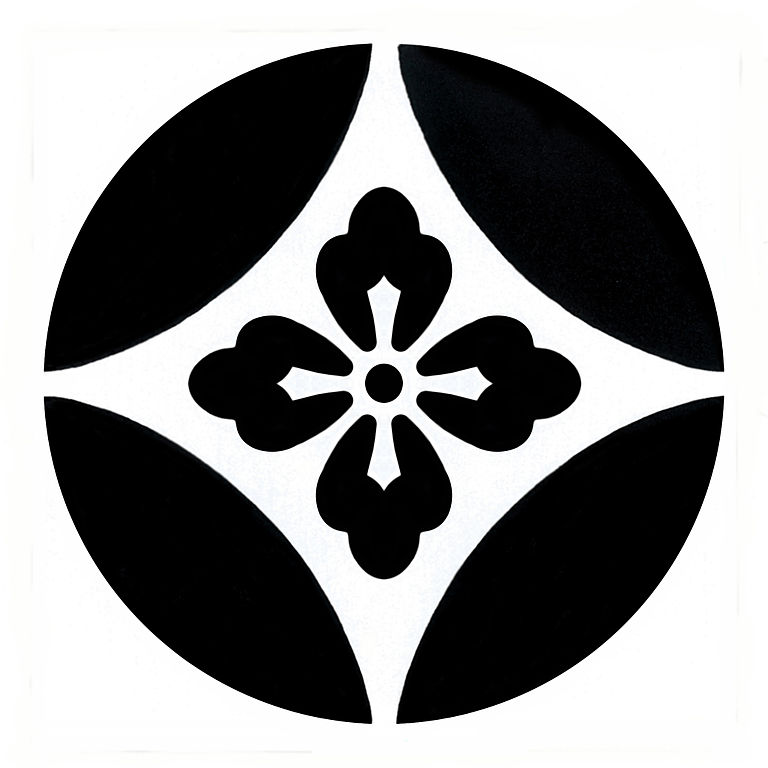
花輪違（七宝に花角）

高岡 宗泰（たかおか むねやす）は、鎌倉時代後期の武将。鎌倉幕府御家人。隠岐国守護代。出雲高岡氏の祖。隠岐（佐々木）泰清の八男。

## 来歴
建長7年（1255年）、佐々木泰清の八男として生まれる。母は葛西清親の娘。
弘長4年/文永元年（1264年）、出仕。文永6年（1269年）に元服し、宗泰と名乗る。「宗」の字は当時の執権・北条時宗からの一字拝領とみられる。
文永11年12月頃（1275年1月頃）、異国警固番役として、筑前国遠賀郡黒崎付近で防衛の任につく。

### 隠岐国守護代

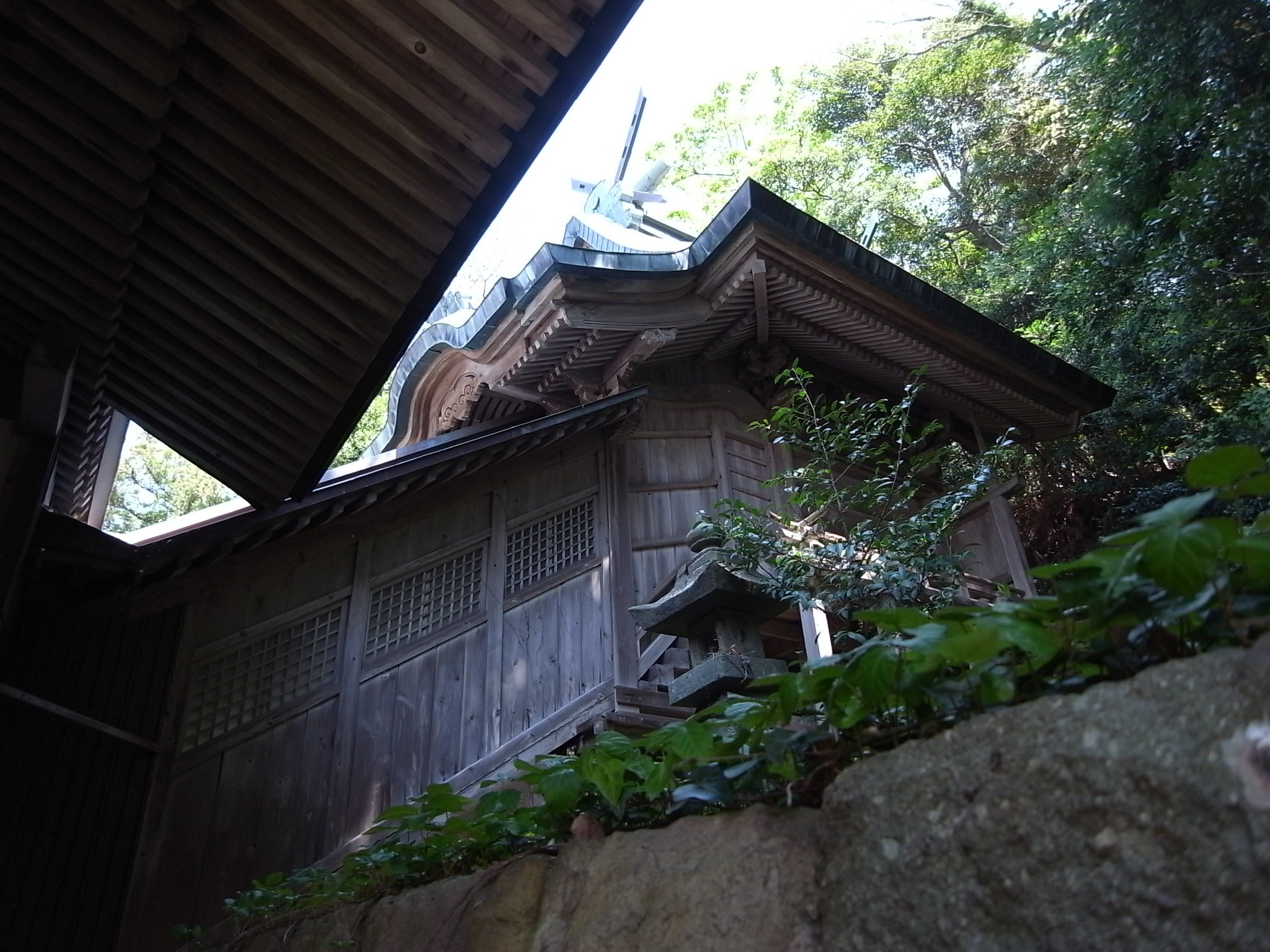
隠岐・大山神社

建治2年9月5日（1276年10月13日）、隠岐国守護・佐々木泰清は、隠岐国知夫郡美多荘の大山社（焼火山を御神体として奉る大山神社）の禰宜であった僧・慈蓮に下文を発し、所領を安堵して郎党に組み込んだ。これは、慈蓮が百姓らに違背したとして没収されていた先祖伝来の所職（大山社禰宜）と神田（美多荘）を、「和与した」として慈蓮に還補したものである。
さらに翌、建治3年4月（1277年5月頃）、泰清は八男・宗泰を隠岐国守護代として派遣し、僧・慈蓮は「八郎殿御殿人（御家人）」であるとして、隠岐国美多荘の荘官の進止下にはないことを証する袖判を附した下文を発給した。
大山社は焼火山を祀る隠岐島民の信仰の拠点で、これを隠岐国守護の管轄下に置くことで、隠岐支配を円滑に進める目的があったとされる。
弘安元年（1278年）頃、父・泰清より出雲国神門郡塩冶郷高岡邑を分与されて、始めて高岡氏を称した。
永仁5年6月3日（1297年6月23日）、所領高岡邑の壱町を出雲鰐淵寺に寄進。
晩年は沙弥となり覚念と号す。
正中3年2月23日(1326年3月27日)、出雲鰐淵寺の三重塔と堂宇が失火により悉く炎上した。この三重塔は、宗泰の亡父・佐々木泰清の菩提を弔う目的で建立されたものであったため、宗泰は鰐淵寺衆徒の悲歎の意を容れ、再建を発願した。
嘉暦元年7月15日（1326年8月13日）入寂。享年72歳。
家督は甥（富田義泰の五男）で娘婿の宗義が継いだ。

## 補註
1. 1 2 3 4 5  『尊卑分脈』。
2. 1 2  外部リンク。
3. ↑  現在の福岡県北九州市八幡西区黒崎附近。
4. 1 2 3 4  『中世隠岐の公文』井上寛司著（所収『島前の文化財』第12号、隠岐島前教育委員会、昭和57年（1982年）12月）
5. 1 2  『鎌倉遺文』16巻12466号
6. 1 2  『鎌倉遺文』17巻12724号では『隱岐守護佐々木泰清下文』として所収されているもので、井上1982では、これを泰清の八男・宗泰（八郎）のものとする。文中にある「八郎殿」が宗泰を指すことに異論はないが、自身を「八郎殿」と呼ぶのかとの考えからその父で隠岐守護であった「佐々木泰清」の下文とするものが多いが、井上1982が指摘するように花押は「宗泰」のものであり、泰清のものとは異なっている。宗泰は守護代に着任当初の頃であり、宗泰以外の人（おそらく慈蓮側）が用意した文書に宗泰が花押を加えて下文としたもの。大山神社の氏子を含めて、荘官からの支配を断ちたいとの思惑が感じられ、文書の性格から言えば、井上1982の指摘「宗泰による下文」が正しい。
7. ↑  「八郎殿」とは高岡宗泰のこと。
8. ↑  （意訳）「隠岐国守護代・高岡宗泰が下し置く。隠岐国知夫郡美多庄の住人・慈蓮法師（焼火山を御神体とする大山神社の社家）は高岡宗泰の御家人（郎党）である。たとえ、罪科があったとしても美多荘の荘官（代官）の管轄によって決裁してはならない。もし煩らわしい事態が起きたならば、詳細を申し述べよ。建治三年四月」
9. ↑  現在の島根県出雲市高岡町
10. ↑  『高岡宗泰寄進状』（所収『出雲鰐淵寺文書』（第30号文書）28-29頁）
11. ↑  「永代に渡って法華経の功徳を得んがため、鰐淵寺に寄進たてまつる采地の事。一、高岡村の田・壱町。区域の詳細は別紙に附載する。右に記す法華経とは、三世諸仏の出現の本懐、一切衆生の成仏の近道を説く。よってこれに深く帰依するところである。しからば、亡父母両親も成仏し、自他法界が平等に利益を得るだろう。永代に渡って総ての公事を停止させ、この経を唱えさせるため、采地を鰐淵寺に寄進した。子々孫々に至るまで、この意に背くこと勿れ。永仁五年六月三日。左衛門尉源朝臣宗泰 書判」
12. ↑  （意訳）「去二月廿三日、子の刻ころ、鰐淵寺北院にある三重塔婆と堂舍が、ことごとく炎上してしまったと聞き驚愕しました。皆様が悲歎されておられるご様子をお察し申し上げます。鰐淵寺衆徒の書簡を承り、この塔婆が造立された理由を申し上げたく思います。けれども、些細な件については内々に聞いた事を申し上げますので、使いを差し向けました。口頭にて申し上げたく、然るべく御了承いただければと思います。殊更、なおざりにしておけない事についてです。恐々謹言。（正中3年）六月五日、沙弥覺念（花押）
謹上 鰐淵寺衆徒御返事」